# بوب وايان
بوب وايان (بالإنجليزية: Bob Wian)‏ (15 يونيو 1914 – 31 مارس 1992) مؤسس سلسلة مطاعم بيغ بوي. بدأ العمل كمنصة لبيع الهامبرغر في غلينديل في كاليفورنيا في عام 1936 باستثمار قدره 300 دولار. وتطورت لتصبح سلسلة مطاعم بوبز بيغ بوي Bob's Big Boy.